# 올가 콘스탄티노브나 여대공
올가 콘스탄티노브나(러시아어: Ольга Константиновна,  1851년 9월 3일 ~ 1926년 6월 18일)는 러시아의 황족이자 그리스 국왕 요르요스 1세의 왕비이다. 니콜라이 1세의 손녀이며 알렉산드르 3세의 사촌 여동생이다.

## 생애
1851년 러시아의 황제 니콜라이 1세의 차남 콘스탄틴 니콜라예비치 대공의 장녀로 파블로프스크에서 태어났다.
미래의 남편 요르요스 1세와 처음 만난 것은 1863년의 일로, 올가는 12세의 소녀였다. 이 해에 요르요스는 자신의 그리스 왕 즉위를 도와준 알렉산드르 2세와 만나기 위해 러시아를 방문했고 4년 뒤인 1867년에는 러시아의 황태자비가 된 여동생 마리아 표도로브나(알렉산드르 3세의 아내)를 만나기 위해 러시아를 찾았다. 같은 해 올가는 요르요스와 결혼했으며 그리스의 왕비로서 자선활동과 구호에 힘썼다. 그녀는 여러 병원에 기부를 했으며 남편과 딸이 암살되었을 때조차 경호를 받지 않고 자선활동을 했다.
1926년 6월 18일, 프랑스 베아르에서 사망하였다.

## 가족 관계
1867년 10월 27일, 러시아 상트페테르부르크의 겨울 궁전에서 그리스 국왕 요르요스 1세와 결혼하였다. 요르요스 1세와의 사이에서 5남 3녀를 낳았다. 자녀들은 프로이센, 헤센 및 러시아의 황족들과 결혼하였다.
영국 엘리자베스 2세의 남편인 에든버러 공작 필립은 요르요스 1세와 올가 왕비의 손자이다.

### 배우자
| 부군 | 사진 | 이름         | 출생             | 나이                  | 비고                                                                                          |
| 부군 |      | 요르요스 1세 | 1845년 12월 24일 | 1913년 3월 18일(67세) | - 덴마크 크리스티안 9세의 차남 - 그리스의 국왕 - 1867년 10월 27일 결혼 - 1913년 3월 18일 암살 |

### 자녀
| 사진 | 사진 | 이름             | 출생            | 사망                   | 비고                                                                              |
| ---- | ---- | ---------------- | --------------- | ---------------------- | --------------------------------------------------------------------------------- |
| 장남 |      | 콘스탄티노스 1세 | 1868년 8월 2일  | 1923년 1월 11일(54세)  | - 배우자 : 프로이센의 소피아 - 자녀 : 3남 3녀                                     |
| 차남 |      | 요르요스         | 1869년 6월 24일 | 1957년 11월 25일(88세) | - 배우자 : 마리 보나파르트 공녀 - 자녀 : 1남 1녀                                  |
| 장녀 |      | 알렉산드라       | 1870년 8월 30일 | 1891년 9월 24일(21세)  | - 배우자 : 파벨 알렉산드로비치 대공 - 자녀 : 1남 1녀                              |
| 3남  |      | 니콜라오스       | 1872년 1월 22일 | 1938년 2월 8일(66세)   | - 배우자 : 옐레나 블라디미로브나 여대공 - 자녀 : 3녀                              |
| 차녀 |      | 마리아           | 1876년 3월 3일  | 1940년 12월 14일(64세) | - 배우자 : 게오르기 미하일로비치 대공 페리클레스 이오아니디스 (재혼) - 자녀 : 2녀 |
| 3녀  |      | 올가             | 1880년 4월 7일  | 1880년 11월 2일(0세)   | - 요절                                                                            |
| 4남  |      | 안드레아스       | 1882년 2월 2일  | 1944년 12월 3일(62세)  | - 배우자 : 바텐베르크 공녀 앨리스 - 자녀 : 1남 4녀 - 영국 찰스 3세의 할아버지     |
| 5남  |      | 크리스토폴로스   | 1888년 8월 10일 | 1940년 1월 21일(51세)  | - 배우자 : 아나스타샤 공주 오를레앙 공녀 프랑수아즈 (재혼) - 자녀 : 1녀           |

| 전임 올덴부르크의 아말리아 | 그리스 왕비 1867년 ~ 1913년 | 후임 프로이센의 소피아 |

1. ↑  영국 빅토리아 여왕의 외손녀
2. ↑  나폴레옹의 동생인 뤼시앵 보나파르트의 증손녀
3. ↑  러시아 알렉산드르 2세의 여섯째 아들
4. ↑  러시아 알렉산드르 2세의 손녀이며, 블라디미르 알렉산드로비치 대공의 딸이다.
5. ↑  러시아 니콜라이 1세의 손자이며 미하일 니콜라예비치 대공의 아들이다. 러시아 혁명 중에 총살되었다.
6. ↑  영국 빅토리아 여왕의 외증손녀
7. ↑  엘리자베스 2세의 남편인 에든버러 공작 필립
8. ↑  미국인 여성으로 본명은 낸시 스튜어트 워싱턴 리즈이다. 크리스토폴로스 왕자는 낸시의 세번째 남편이었다.